# Yeguada Latinoamericana
Yeguada Latinoamericana es un proyecto de performance chileno creado y dirigido en 2017 por la artista chilena Cheril Linett. Por medio de intervenciones en el espacio público, el colectivo busca interpelar a las instituciones encargadas del orden y de normas establecidas en una sociedad patriarcal y heteronormada con performances que, mediante el uso del cuerpo, indagan nuevos modos de protesta y política, convocando a mujeres y disidencias sexuales a participar .

## Etimología

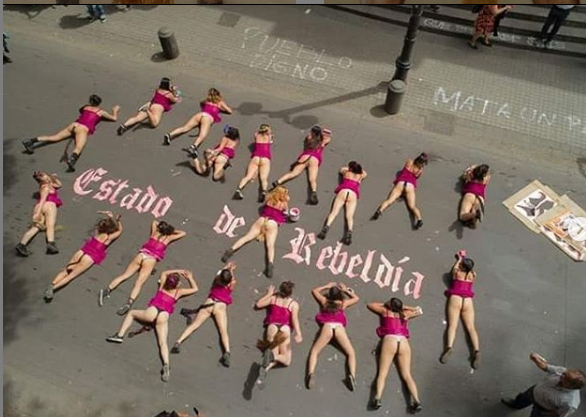
Registro Juan Pablo Miranda

El proyecto toma la figura de la yegua debido a su historia y uso en la sociedad, pues fue traída por los españoles durante el descubrimiento y Conquista de América para su reproducción y utilidad como herramienta de trabajo. La directora del proyecto considera que hay una similitud entre la hembra equina y las mujeres, ya que se relaciona con la nulidad de los Derechos reproductivos de ambas especies y la violencia sistemática a las que están expuestas en las sociedades hetero patriarcales.
Asimismo, Yeguada Latinoamericana busca reivindicar el nombre de las equinas que son usadas de manera ofensiva por los hombres. En palabras de Linett en el texto Proyecto Yeguada Latinoamericana: Performance y feminismo disidente: “la Yeguada Latinoamericana se reapropia del insulto yegua (...) Yegua deja  de  ser  un  insulto,  volviéndose  un  halago  para  denominar  a  mujeres  y disidencias  sexuales  de  esa  manera  por  ser  aguerridas, fuertes, atrevidas y sin pudor”.

## Controversia en España
En 2022, la Yeguada Latinoamericana realizó una performance titulada “Virgen de la Luz” en las calles e iglesias de Cuenca, España. Entre las que se destacan la Catedral de Cuenca y la iglesia Virgen de la Luz, que abrió un debate en redes sociales y comentarios negativos de la comunidad católica del país. Puesto que esta Virgen ha sido venerada históricamente por la comunidad religiosa de la zona.
Las artistas llevaron a cabo una intervención pública, usando sus representativas “colas de yegua” junto a una vestimenta similar a la Virgen de la Luz, con la finalidad de provocar una advocación religiosa de ella.

## Repercusión en Chile
En Chile, el colectivo ayuda a visibilizar demandas sociales y políticas a través de performances que juegan con la forma en cómo estas manifestaciones se materializan al confluir conceptos como política, cuerpo y feminismo, ejes que dan lugar a nuevas manifestaciones artísticas. de esta manera no sólo cumplen un rol estético, también buscan diversificar las expresiones en las demandas de conflictos sociales y políticos. 

### Influencias
Si bien la obra de Yeguada Latinoamericana toma de referente al colectivo de performance Yeguas del Apocalipsis, por el uso y enfoque que le dan a la figura de la yegua, también se han nutrido de otros artistas performers como Regina José Galindo y Ana Mendieta, dos exponentes latinoamericanas contemporáneas a la yeguada. 
Asimismo, el Teatro de la Crueldad de Antonin Artaud aportó a la propuesta del colectivo la idea de realizar puestas en escena que fuesen capaz de sorprender e impresionar a la audiencia mediantes acciones inesperadas que tensionan a la cotidianidad.

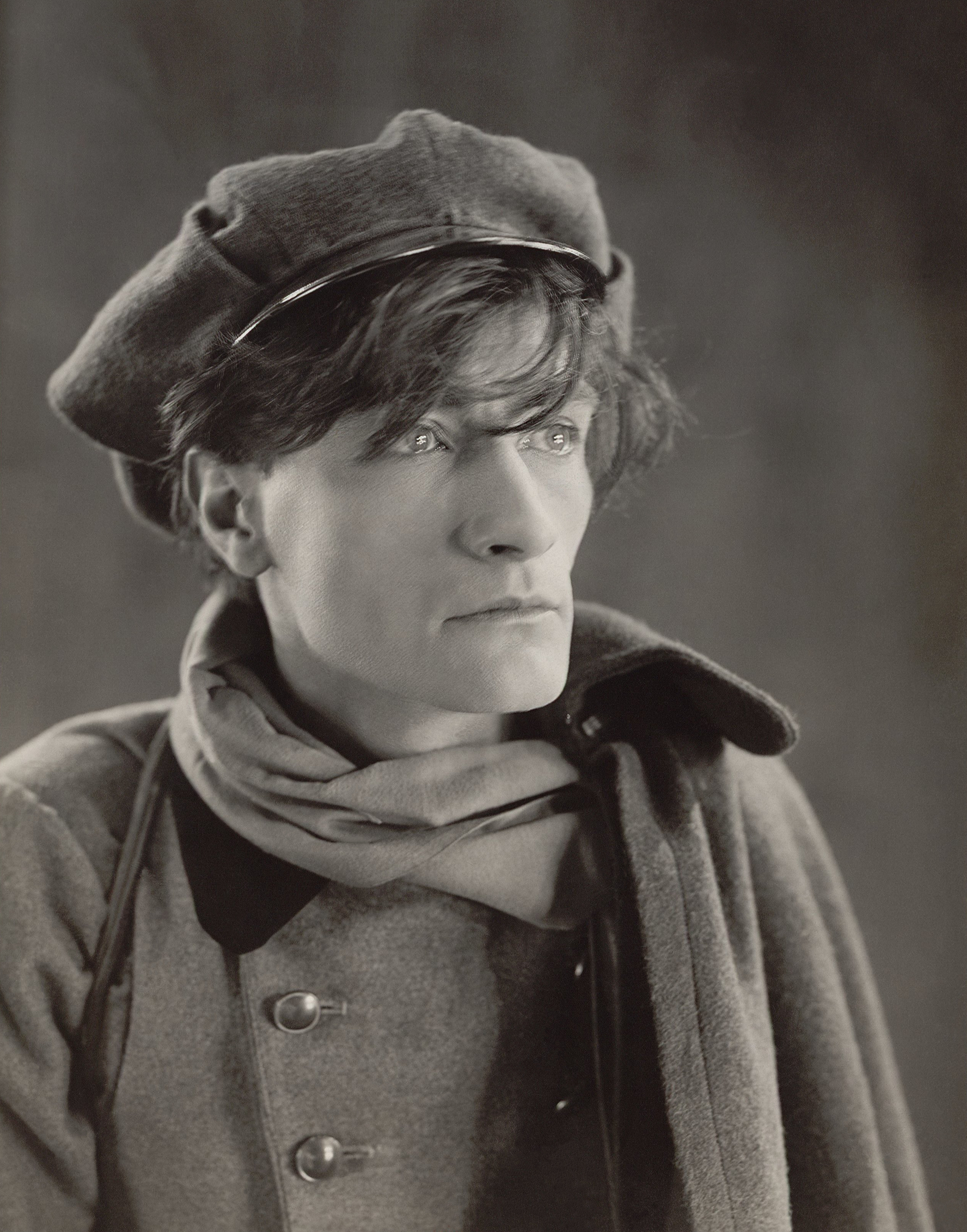
Antonin Artaud, principal influencia de Yeguada Latinoamérica.

## Yeguada Latinoamericana de Cheril Linett. Acciones, archivos y escrituras críticas (2017-2021)
En agosto del 2022 Cheril Linett presentó su libro sobre la Yeguada Latinoamericana titulado Yeguada Latinoamericana de Cheril Linett. Acciones, archivos y escrituras críticas (2017-2021) donde recoge los cinco años de trayectoria que ha tenido el colectivo de performance chileno.
El libro compuesto por imágenes y textos, se mantiene fiel a la idea detrás de las obras performáticas realizadas por el colectivo, cuestionando el orden y a las principales instituciones del país, visibilizando la violencia patriarcal y centrándose en el uso del cuerpo como instrumento primordial.
El lanzamiento del libro fue en el Hall central del Museo Nacional de Bellas Artes y en ella participaron: Cheril Linett, artista de performance y directora escénica;  Alejandro de la Fuente, investigador; Cristeva Cabello, periodista feminista y Daniela Céspedes, investigadora.

### Obras
| Año                       | Nombre                                 | Descripción |
| Julio de 2017             | Yeguada Latinoamericana                | Performance realizada en la marcha de “El orgullo de ser tu mism@” |
| 2018                      | Yegua                                  | — |
| 2018                      | Banda de Guerra                        | El colectivo marchó y levantó sus vestidos para mostrar las nalgas y lucir sus colas de yegua. |
| 6 de junio del 2018       | Hermanadas en la Revuelta              | La Yeguada participa y realiza una intervención durante la marcha y el paro nacional feminista. |
| 2018                      | Sacrilegio                             | Performance llevada a cabo en la Catedral de Santiago. |
| 19 de julio del 2018      | Arde                                   | La Yeguada interrumpe el altar de la Virgen del Carmen, ubicado en el Templo Votivo de Maipú. Llevaban un lienzo con la palabra “arte”.                                                                     |
| 2018                      | Carrusel                               | — |
| 2018                      | Escudo de Armas                        | — |
| 19 de septiembre del 2018 | Gloriosas                              | Lideradas por Cheril Linett las yeguas desfilaron en paralelo a la parada militar de 2018. El colectivo apuntaba directamente a instituciones de orden y seguridad, como las Fuerzas Armadas y Carabineros. |
| 15 de diciembre del 2018  | Abortistas                             | El colectivo irrumpe en una sesión ordinaria de la cámara baja, en la Región de Valparaíso, con un lienzo con la palabra “abortista”.                                                                       |
| 21 de abril del 2019      | Yeguada Santa                          | El colectivo interpreta el salmo 121, volviéndose un coro polifónico para salir a predicar. |
| 29 de septiembre de 2019  | Virgen del Carmen Bella                | El colectivo logró infiltrarse en la procesión de la virgen del Carmen, vestidas como fieles de la congregación y siguiendo la ceremonia, mimetizando con los fieles de esta.                               |
| Octubre de 2019           | Estado de Rebeldía I, II y III (Serie) | Yeguada Latinoamericana realiza 3 intervenciones en las calles de Santiago en medio de la Revuelta Social.                                                                                                  |
| Octubre de 2019           | Orden y Patria                         | Yeguada posó frente al monumento a los mártires de carabineros ubicados en las cercanías de la Iglesia San Francisco de Borja.                                                                              |
| 2019                      | Desorden y Matria                      | — |
| Noviembre de 2019         | Comunicado                             | Tomando como referencia al Primer Manifiesto Rodriguista al Pueblo de Chile (1984), la Yeguada graba un video performance donde tensiona los imaginarios de la revuelta social.                             |
| 19 de febrero del 2021    | Asesinxs                               | El colectivo realiza una intervención frente a un vehículo de carabineros alzando un lienzo con la palabra “Asesinxs”                                                                                       |
| Julio del 2022            | Virgen de la Luz                       | En Cuenca, España, el colectivo realizó una intervención donde muestran sus clásicas colas de yegua. |

### Rol en el estallido social
El colectivo también fue parte de las manifestaciones que ocurrieron en Chile debido al estallido social de octubre de 2019, donde millones de chilenos decidieron tomarse las calles del país para hacer ver su descontento con el sistema, alegando por mejoras en los derechos sociales. 
Yeguada Latinoamericana comenzó su participación en la revuelta social el día jueves 31 de octubre de 2019 donde llegaron con coronas de flores y posaron frente al monumento a los mártires de carabineros ubicados en las cercanías de la Iglesia San Francisco de Borja.
Esa intervención se llamó “Orden y patria” y buscaba problematizar el rol que Carabineros jugaba en la revuelta, donde fueron constantemente denunciados por manifestantes por cometer atropellos a los derechos humanos. Por esto, el colectivo ejecutó dos performance que completaron la serie “Estado de Rebeldía I, II y II”, “Desorden y Matria” y “Comunicado”, todas llevadas a cabo durante los últimos meses del 2019.